# 太和东站
太和东站是京港高速铁路商合段的一座车站，位于中国安徽省阜阳市太和县赵集乡，距太和县城8.5公里，由中国铁路上海局集团阜阳北直属站管辖，2019年12月1日开通运营。

## 车站结构
太和东站为线侧平式车站，设架空层一层、地上两层、局部夹层。总建筑面积21019平方米，其中站房总建筑面积14998平方米，设有旅客天桥、地道各一座。车站以“书画之乡，盛世太和”为设计主题，建筑立面采用白色石材及玻璃幕墙，外衬花窗，两侧雕刻有篆书“太和”二字演绎出的图案。一层候车厅布置有“太和八景”浮雕，二层候车厅则布置“太和四宝”等内容的书法作品，候车大厅南立面则是公共艺术《太和赋》。车站规模为2台4线。
| 站房 2层 | 候车室   | 2层候车室、检票口、进站天桥                  |
| 站房 1层 | 售票区   | 售票处                                       |
| 站房 1层 | 候车室   | 进站口、安检                                 |
| 站房 1层 | 候车室   | 候车区、检票口、进站通道                     |
| 站台     | 侧式站台 | 侧式站台                                     |
| 站台     | 1站台    | 商杭客运专线 往商丘方向（古城东）            |
| 站台     | 正线     | 商杭客运专线上行列车通过线                   |
| 站台     | 正线     | 商杭客运专线下行列车通过线                   |
| 站台     | 2站台    | 商杭客运专线 往杭州东方向（阜阳西）          |
| 站台     | 侧式站台 |                                              |
| 架空层   | 地道     | 社会通廊、出站集散厅、物流专用通道、站前广场 |